# Schalkendorf
Schalkendorf [ʃalkəndɔʁf] est une commune française située dans la circonscription administrative du Bas-Rhin et, depuis le 1er janvier 2021, dans le territoire de la Collectivité européenne d'Alsace, en région Grand Est.
Cette commune se trouve dans la région historique et culturelle d'Alsace.

## Géographie

### Localisation
La commune est à 1,9 km de Buswiller, 3,6 d'Obermodern-Zutzedorf, 3,9 de Kirwiller et 4,6 de Val-de-Moder

### Communes limitrophes
| Obermodern-Zutzendorf |              | Pfaffenhoffen |
| Bouxwiller            | Schalkendorf | Dauendorf     |
| Kirrwiller            | Ettendorf    | Morschwiller  |

### Sismicité
Commune située dans une zone 3 de sismicité modérée.

### Géologie et relief
Hydrogéologie et climatologie
Système d’information pour la gestion des eaux souterraines du bassin Rhin-Meuse]
Territoire communal : Occupation du sol (Corinne Land Cover); Cours d'eau (BD Carthage),
Géologie : Carte géologique; Coupes géologiques et techniques,
Hydrogéologie : Masses d'eau souterraine; BD Lisa; Cartes piézométriques.

### Hydrographie

#### Réseau hydrographique
La commune est dans le bassin versant du Rhin au sein du bassin Rhin-Meuse. Elle est drainée par la Moder, le ruisseau le Wappachgraben et le ruisseau de Schalkendorf,,.
La Moder, d'une longueur de 82 km, prend sa source dans la commune de Zittersheim et se jette  dans le Rhin en rive gauche à Beinheim, après avoir traversé 29 communes. Les caractéristiques hydrologiques de la Moder sont données par la station hydrologique située sur la commune d'Obermodern-Zutzendorf. Le débit moyen mensuel est de 1,16 m3/s. Le débit moyen journalier maximum est de 8,86 m3/s, atteint lors de la crue du 18 mai 2024. Le débit instantané maximal est quant à lui de 12,1 m3/s, atteint le 5 mars 2020.

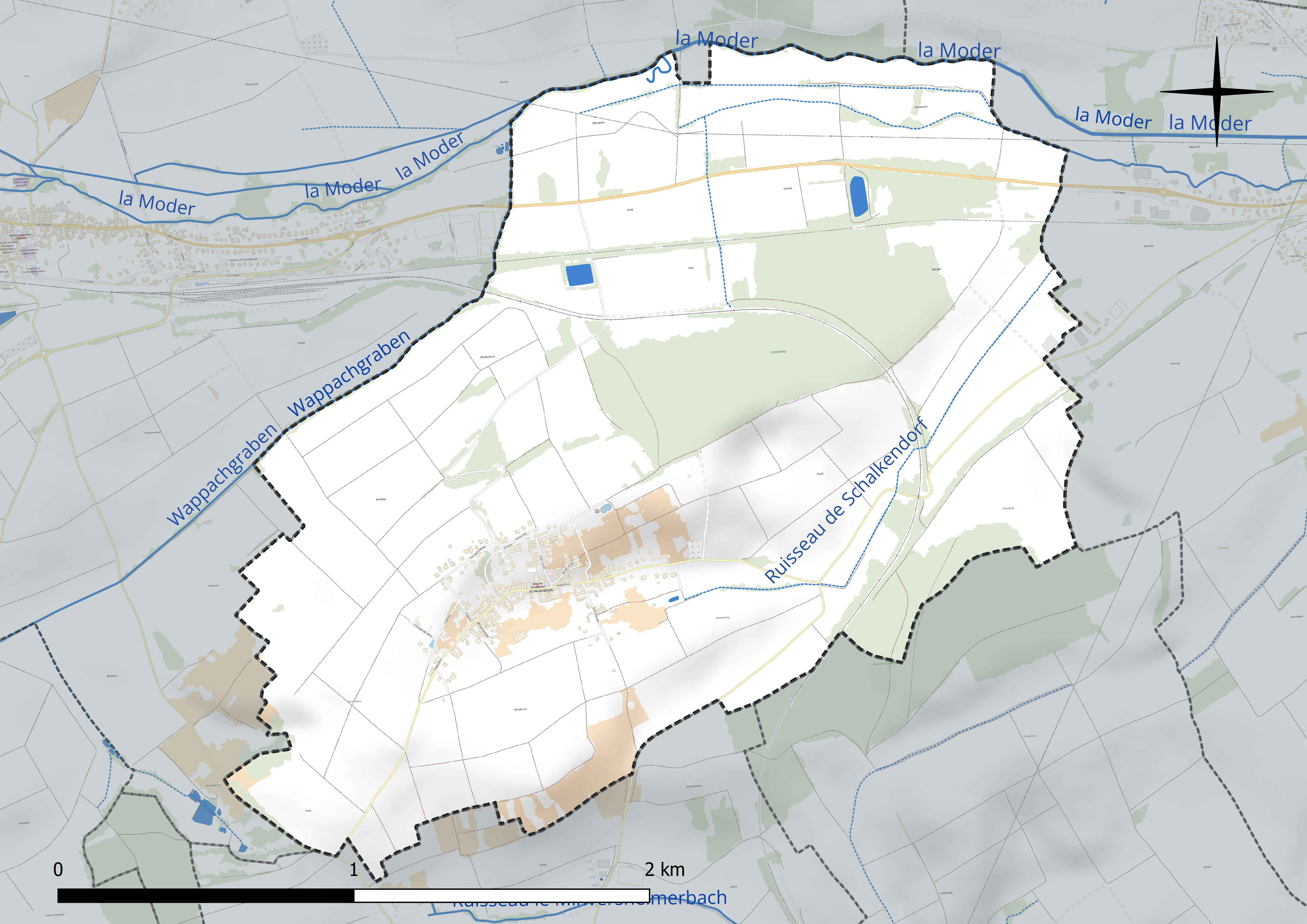
Réseau hydrographique de Schalkendorf.

#### Gestion et qualité des eaux
Le territoire communal est couvert par le schéma d'aménagement et de gestion des eaux (SAGE) « Moder ». Ce document de planification concerne le bassin versant de la Moder dont le territoire s'étend sur 1 720 km2. Le périmètre a été arrêté le 25 janvier 2006. La commission locale de l'eau a été créée le 12 juillet 2007, puis modifiée le 14 décembre 2021. La structure porteuse de l'élaboration et de la mise en œuvre est le Syndicat des eaux et de l’assainissement Alsace-Moselle (SDEA). 
La qualité des cours d’eau peut être consultée sur un site dédié géré par les agences de l’eau et l’Agence française pour la biodiversité. 

### Climat
Pour des articles plus généraux, voir Climat du Grand Est et Climat du Bas-Rhin.
En 2010, le climat de la commune est de type climat des marges montargnardes, selon une étude du Centre national de la recherche scientifique s'appuyant sur une série de données couvrant la période 1971-2000. En 2020, Météo-France publie une typologie des climats de la France métropolitaine dans laquelle la commune est exposée à un climat semi-continental et est dans la région climatique  Vosges, caractérisée par une pluviométrie très élevée (1 500 à 2 000 mm/an) en toutes saisons et un hiver rude (moins de 1 °C). 
Pour la période 1971-2000, la température annuelle moyenne est de 10,3 °C, avec une amplitude thermique annuelle de 17,6 °C. Le cumul annuel moyen de précipitations est de 885 mm, avec 11,1 jours de précipitations en janvier et 10,5 jours en juillet. Pour la période 1991-2020, la température moyenne annuelle observée sur la station météorologique de Météo-France la plus proche, « Uhrwiller_sapc », sur la commune de Uhrwiller à 5 km à vol d'oiseau, est de 10,9 °C et le cumul annuel moyen de précipitations est de 740,0 mm. 
La température maximale relevée sur cette station est de 38,7 °C, atteinte le 7 août 2015 ; la température minimale est de −18 °C, atteinte le 20 décembre 2009,,. 
Les paramètres climatiques de la commune ont été estimés pour le milieu du siècle (2041-2070) selon différents scénarios d'émission de gaz à effet de serre à partir des nouvelles projections climatiques de référence DRIAS-2020. Ils sont consultables sur un site dédié publié par Météo-France en novembre 2022.

## Urbanisme

### Typologie
Au 1er janvier 2024, Schalkendorf est catégorisée commune rurale à habitat dispersé, selon la nouvelle grille communale de densité à sept niveaux définie par l'Insee en 2022.
Elle est située hors unité urbaine. Par ailleurs la commune fait partie de l'aire d'attraction de Strasbourg (partie française), dont elle est une commune de la couronne,. Cette aire, qui regroupe 268 communes, est catégorisée dans les aires de 700 000 habitants ou plus (hors Paris),.

### Occupation des sols
L'occupation des sols de la commune, telle qu'elle ressort de la base de données européenne d’occupation biophysique des sols Corine Land Cover (CLC), est marquée par l'importance des territoires agricoles (80,6 % en 2018), en diminution par rapport à 1990 (88,1 %). La répartition détaillée en 2018 est la suivante : terres arables (70,5 %), forêts (11,9 %), zones urbanisées (7,5 %), zones agricoles hétérogènes (4,2 %), cultures permanentes (3,4 %), prairies (2,5 %). L'évolution de l’occupation des sols de la commune et de ses infrastructures peut être observée sur les différentes représentations cartographiques du territoire : la carte de Cassini (XVIIIe siècle), la carte d'état-major (1820-1866) et les cartes ou photos aériennes de l'IGN pour la période actuelle (1950 à aujourd'hui).

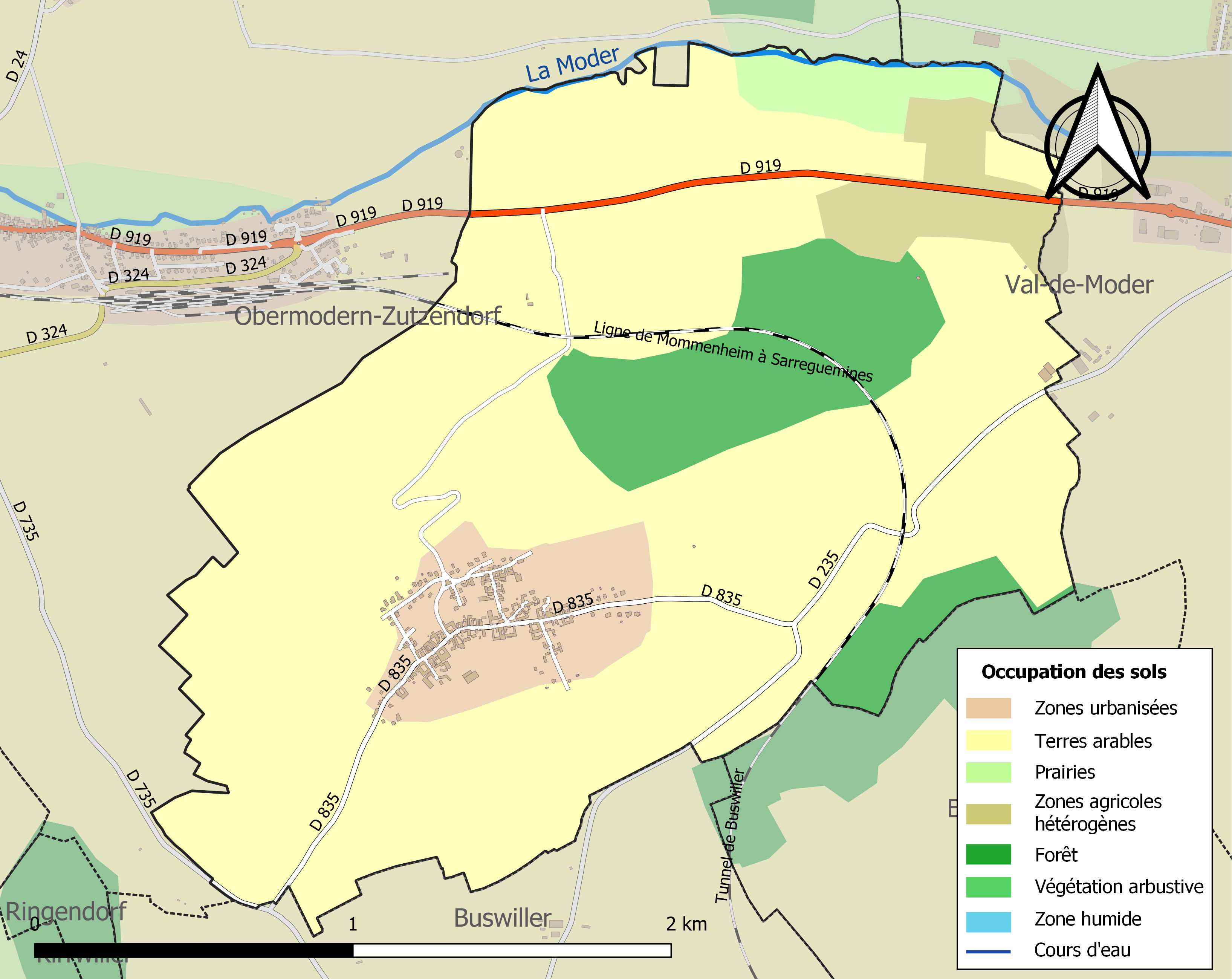
Carte des infrastructures et de l'occupation des sols de la commune en 2018 (CLC).

### Voies de communications et transports

#### Voies routières
- Autoroute A4, aussi appelée autoroute de l’Est : Échangeurs Hochfelden, Vendenheim, Saverne.
- Autoroute A340 : Sorties Haguenau, Wahlenheim,Brumath - Mommenhei.
- Autoroute A35 : Échangeurs Hoerdt, La Wantzenau.

#### Transports en commun

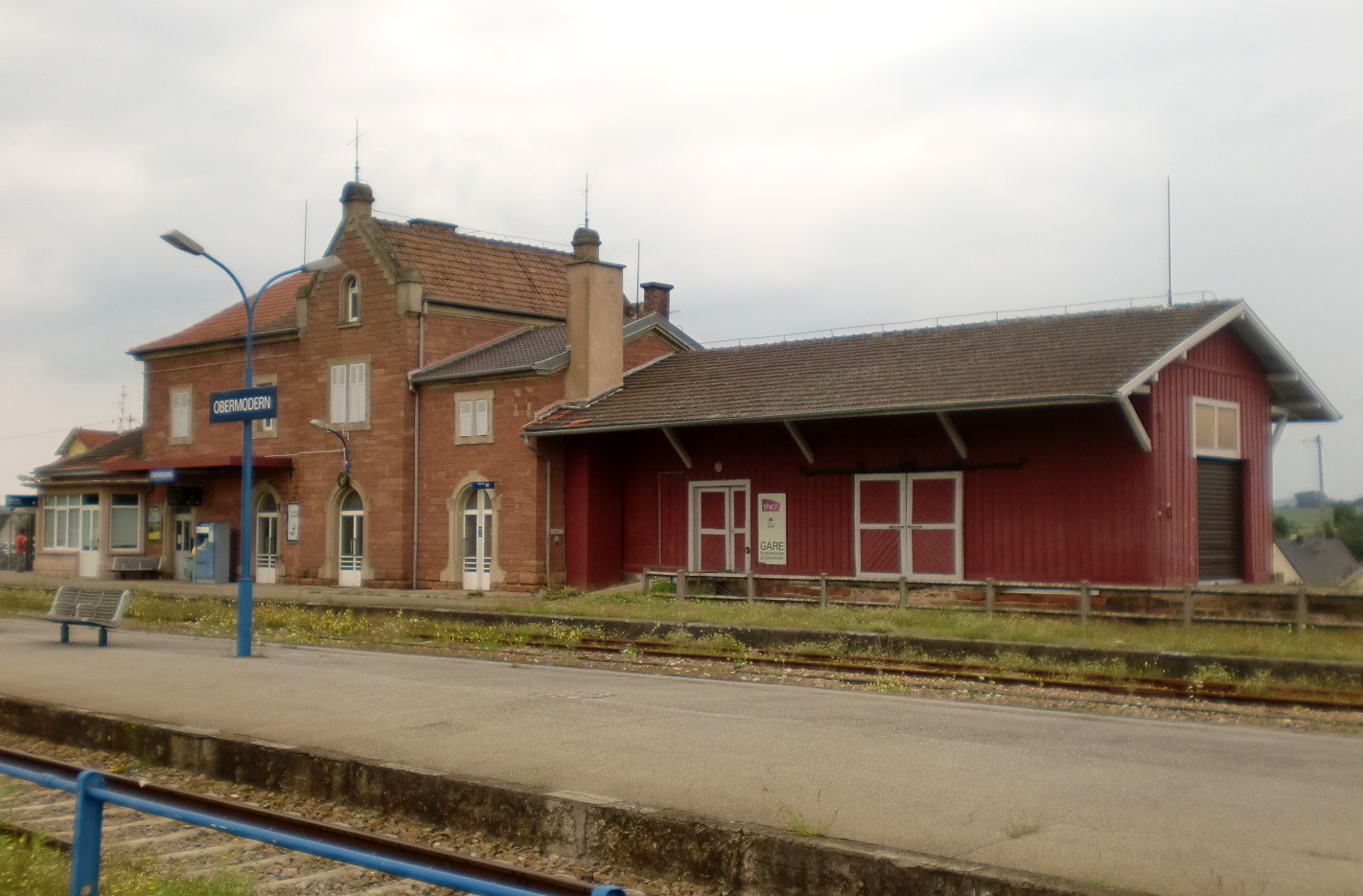
La gare d'Obermodern.

- Fluo Grand Est.
- Transports en Alsace.

#### Lignes SNCF
- Gare d'Obermodern
- Gare de Mertzwiller
- Gare de Gundershoffen
- Gare de Reichshoffen
- Gare de Schweighouse-sur-Moder

## Histoire
Les quelques vergers entourant encore aujourd'hui Schalkendorf ainsi que l'association La Pommeraie de Schalkendorf ayant pour objectif la conservation de ces vergers et des plus de 200 variétés de pommes que l'on peut y trouver témoignent du passé fruticole de la commune. 
Au Moyen Âge, les seigneurs acceptaient le payement des impôts en pommes. Avec le développement de la concurrence facilité par la création de nouveaux moyens de transport, les vergers de Schalkendorf se sont progressivement transformés en champs.

## Politique et administration
| Période                                  | Période                   | Identité                                        | Étiquette | Qualité     |
| ---------------------------------------- | ------------------------- | ----------------------------------------------- | --------- | ----------- |
| Les données manquantes sont à compléter. |                           |                                                 |           |             |
| avant 1951                               | ?                         | Jean Veit                                       | SFIO      | Cultivateur |
| avant 1988                               | ?                         | Robert Mehl                                     |           |             |
| mars 2001                                | mars 2008                 | Georges Schaefer                                | DVD       |             |
| mars 2008                                | En cours (au 31 mai 2020) | Bernard Krieger, Réélu pour le mandat 2020-2026 |           |             |

### Budget et fiscalité 2022
En 2022, le budget de la commune était constitué ainsi :
- total des produits de fonctionnement : 176 000 €, soit 525 € par habitant ;
- total des charges de fonctionnement : 136 000 €, soit 407 € par habitant ;
- total des ressources d'investissement : 64 000 €, soit 191 € par habitant ;
- total des emplois d'investissement : 61 000 €, soit 181 € par habitant ;
- endettement : 14 000 €, soit 42 € par habitant.

Avec les taux de fiscalité suivants :
- taxe d'habitation : 10,06 % ;
- taxe foncière sur les propriétés bâties : 26,50 % ;
- taxe foncière sur les propriétés non bâties : 59,54 % ;
- taxe additionnelle à la taxe foncière sur les propriétés non bâties : 0,00 % ;
- cotisation foncière des entreprises : 0,00 %.

Chiffres clés Revenus et pauvreté des ménages en 2020 : médiane en 2020 du revenu disponible, par unité de consommation : 24 370 €.

## Économie

### Entreprises et commerces

#### Agriculture
- Culture de céréales, de légumineuses et de graines oléagineuses.
- Élevage de chevaux et d'autres équidés.
- Élevage d'autres animaux

#### Tourisme
- Hébergements et restauration à Issenhausen, Obermoderne-Zutzendorf, Buswiller.

#### Commerces
- Commerces et services de proximité.

## Population et société

### Démographie

#### Évolution démographique
L'évolution du nombre d'habitants est connue à travers les recensements de la population effectués dans la commune depuis 1793. Pour les communes de moins de 10 000 habitants, une enquête de recensement portant sur toute la population est réalisée tous les cinq ans, les populations de référence des années intermédiaires étant quant à elles estimées par interpolation ou extrapolation. Pour la commune, le premier recensement exhaustif entrant dans le cadre du nouveau dispositif a été réalisé en 2008.

En 2022, la commune comptait 336 habitants, en évolution de +1,51 % par rapport à 2016 (Bas-Rhin : +3,17 %, France hors Mayotte : +2,11 %).
| 1793 | 1800 | 1806 | 1821 | 1831 | 1836 | 1841 | 1846 | 1851 |
| ---- | ---- | ---- | ---- | ---- | ---- | ---- | ---- | ---- |
| 223  | 287  | 327  | 387  | 351  | 355  | 355  | 388  | 373  |

| 1856 | 1861 | 1866 | 1871 | 1875 | 1880 | 1885 | 1890 | 1895 |
| ---- | ---- | ---- | ---- | ---- | ---- | ---- | ---- | ---- |
| 364  | 357  | 370  | 386  | 365  | 372  | 375  | 358  | 343  |

| 1900 | 1905 | 1910 | 1921 | 1926 | 1931 | 1936 | 1946 | 1954 |
| ---- | ---- | ---- | ---- | ---- | ---- | ---- | ---- | ---- |
| 348  | 346  | 337  | 292  | 298  | 289  | 285  | 290  | 259  |

| 1962 | 1968 | 1975 | 1982 | 1990 | 1999 | 2006 | 2008 | 2013 |
| ---- | ---- | ---- | ---- | ---- | ---- | ---- | ---- | ---- |
| 259  | 257  | 257  | 251  | 260  | 282  | 302  | 308  | 318  |

| 2018 | 2022 | - | - | - | - | - | - | - |
| ---- | ---- | - | - | - | - | - | - | - |
| 330  | 336  | - | - | - | - | - | - | - |

### Enseignement
Établissements d'enseignements :
- Écoles maternelle et primaire à Schalkendorf, Buswiller, Obermodern-Zutzendorf, Ringendorf.
- Collèges à Val-de-Moder, Bouxwiller, Ingwiller, Hochfelden, Mertzwiller.
- Lycées à Bouxwiller, Haguenau.

### Santé
Professionnels et établissements de santé, :
- Médecins.
- Pharmacies.
- Hôpitaux.

### Cultes
- Culte protestant, Paroisse protestante[32].
- Culte catholique, Communauté de paroisses Val-de-Moder[33].

## Culture locale et patrimoine

### Lieux et monuments
- Église protestante[34].

Orgue,.
- Patrimoine architectural rural recensé par le service régional de l'Inventaire général du patrimoine culturel :

Anciennes fermes,,,,,,,,,,.
- Monument aux morts à côté de l'église au centre du village[48] : Conflits commémorés : Guerres 1914-1918 - 1939-1945.

### Galerie

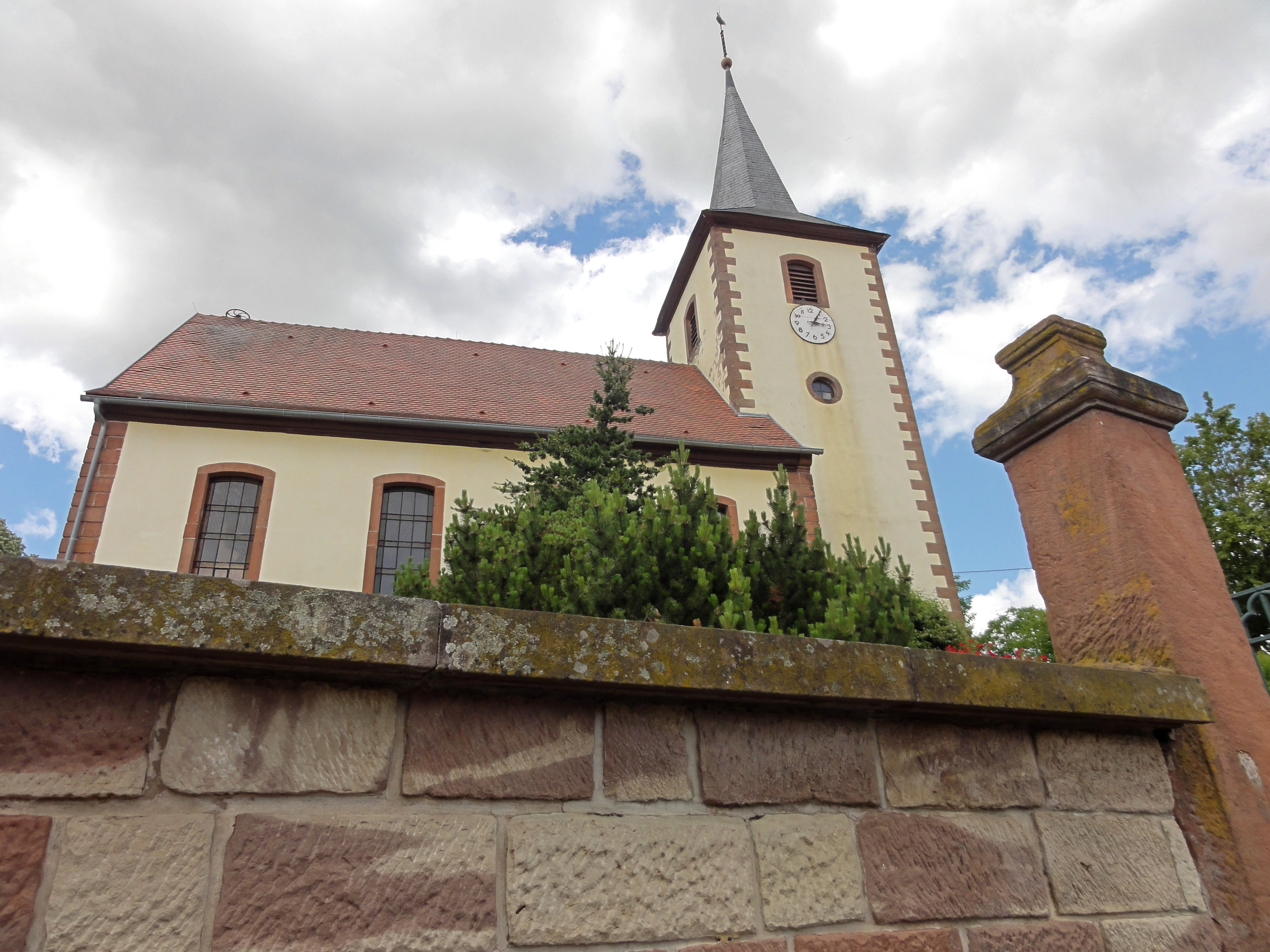
Église protestante (1774).
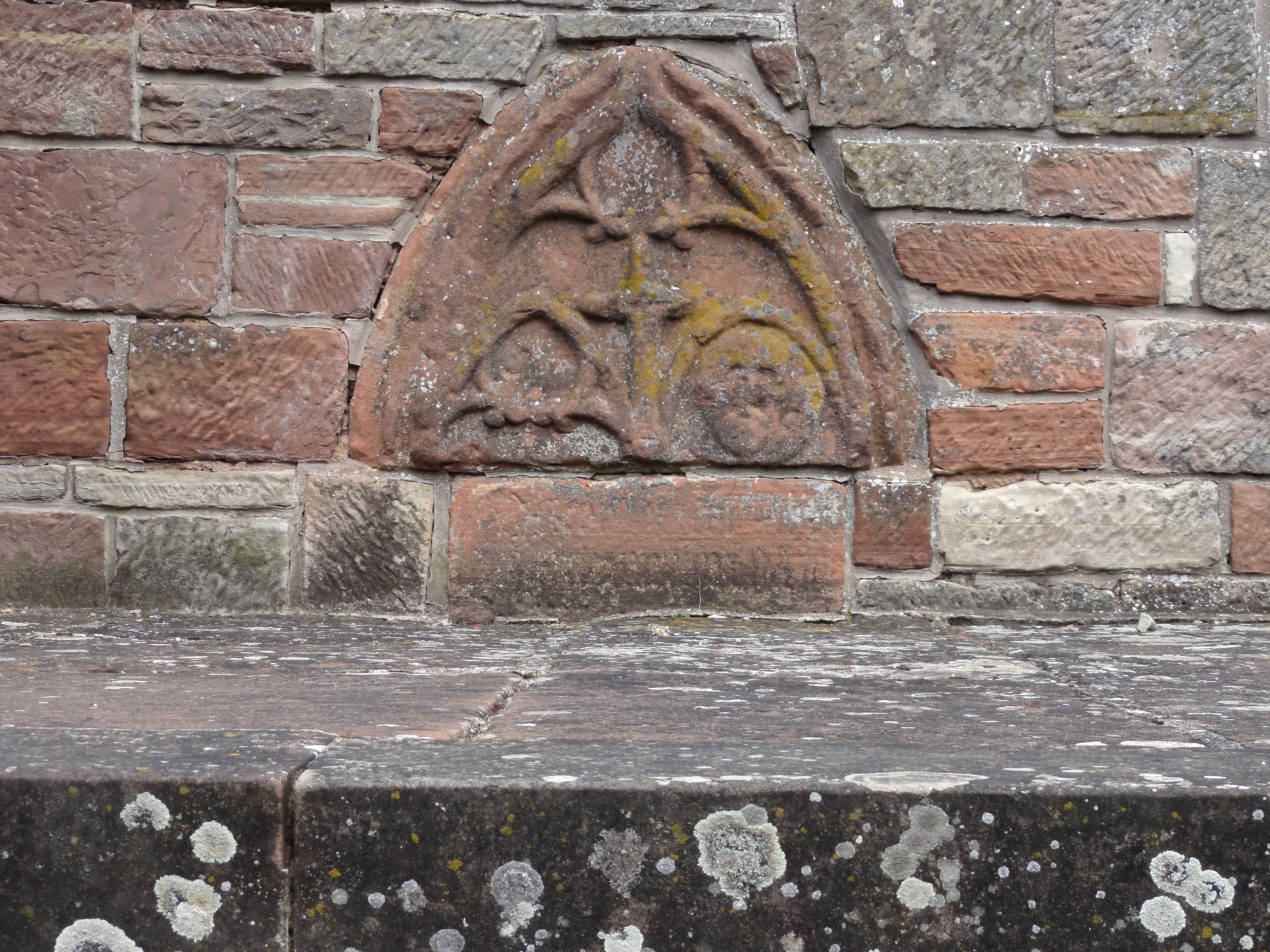
Tympan d'armoire eucharistique (XIVe et XVe siècles), église protestante[49].
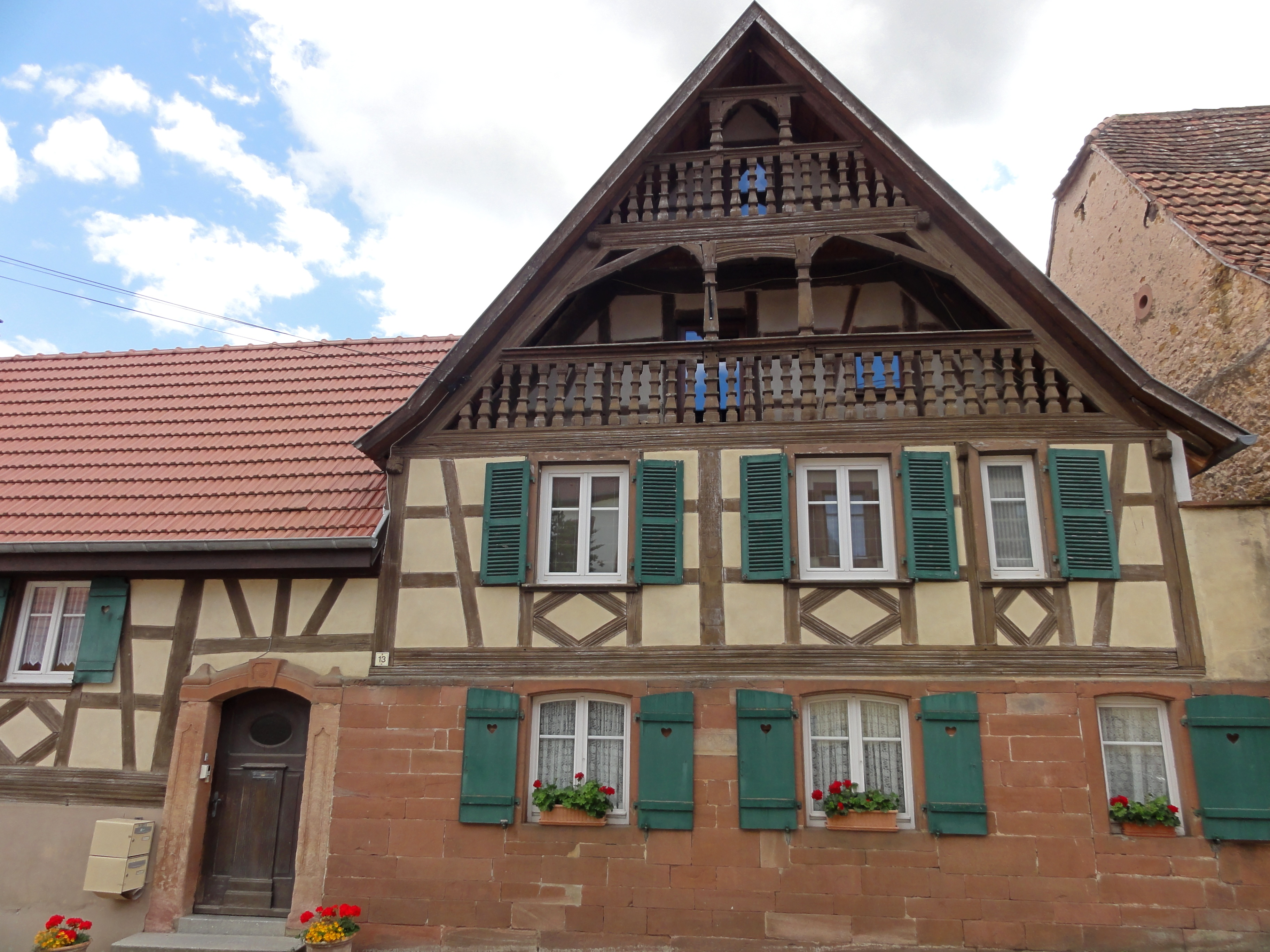
Ferme (XVIIIe), 13 rue Principale.
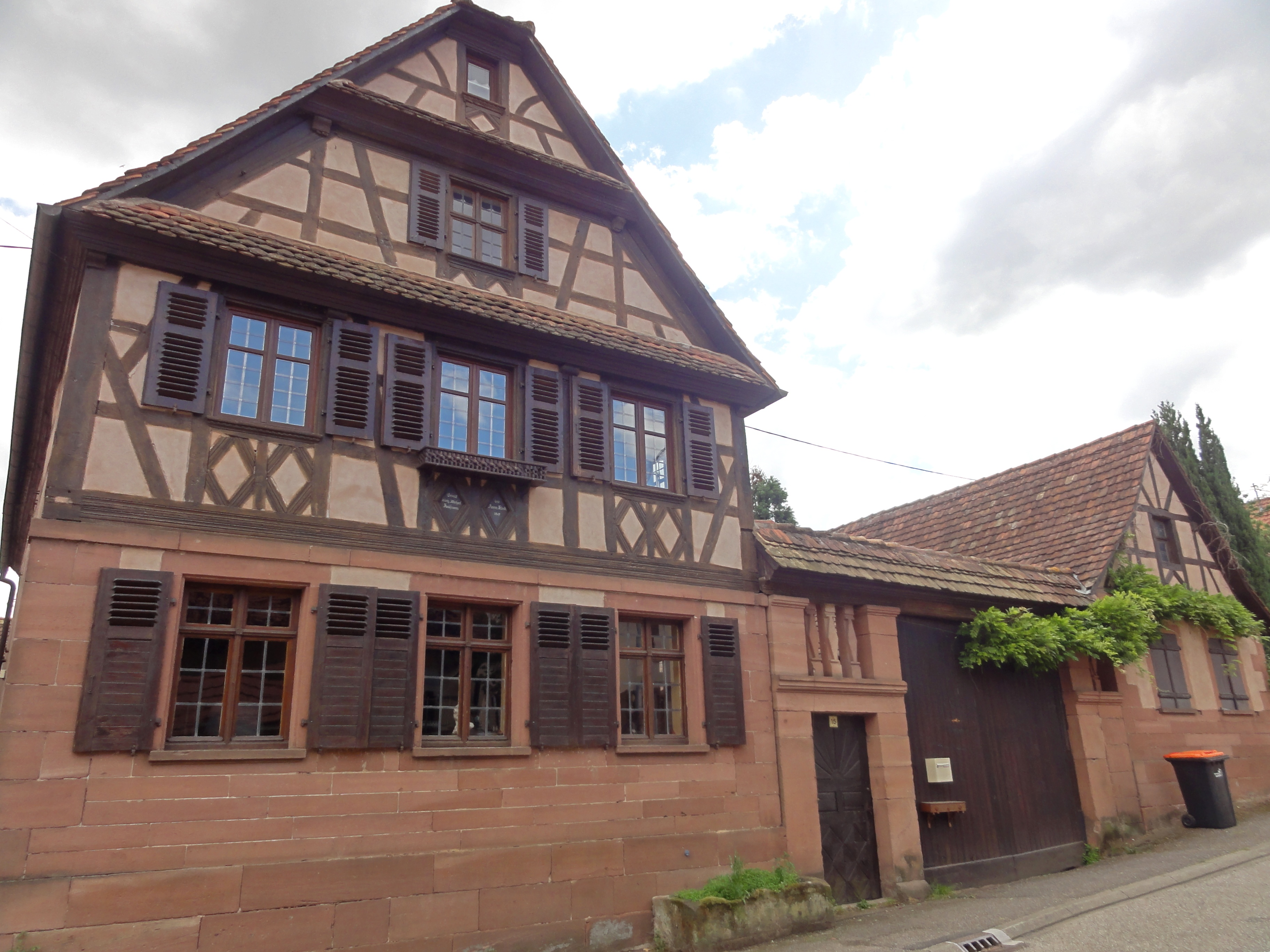
Ferme (XIXe), 15 rue Principale.
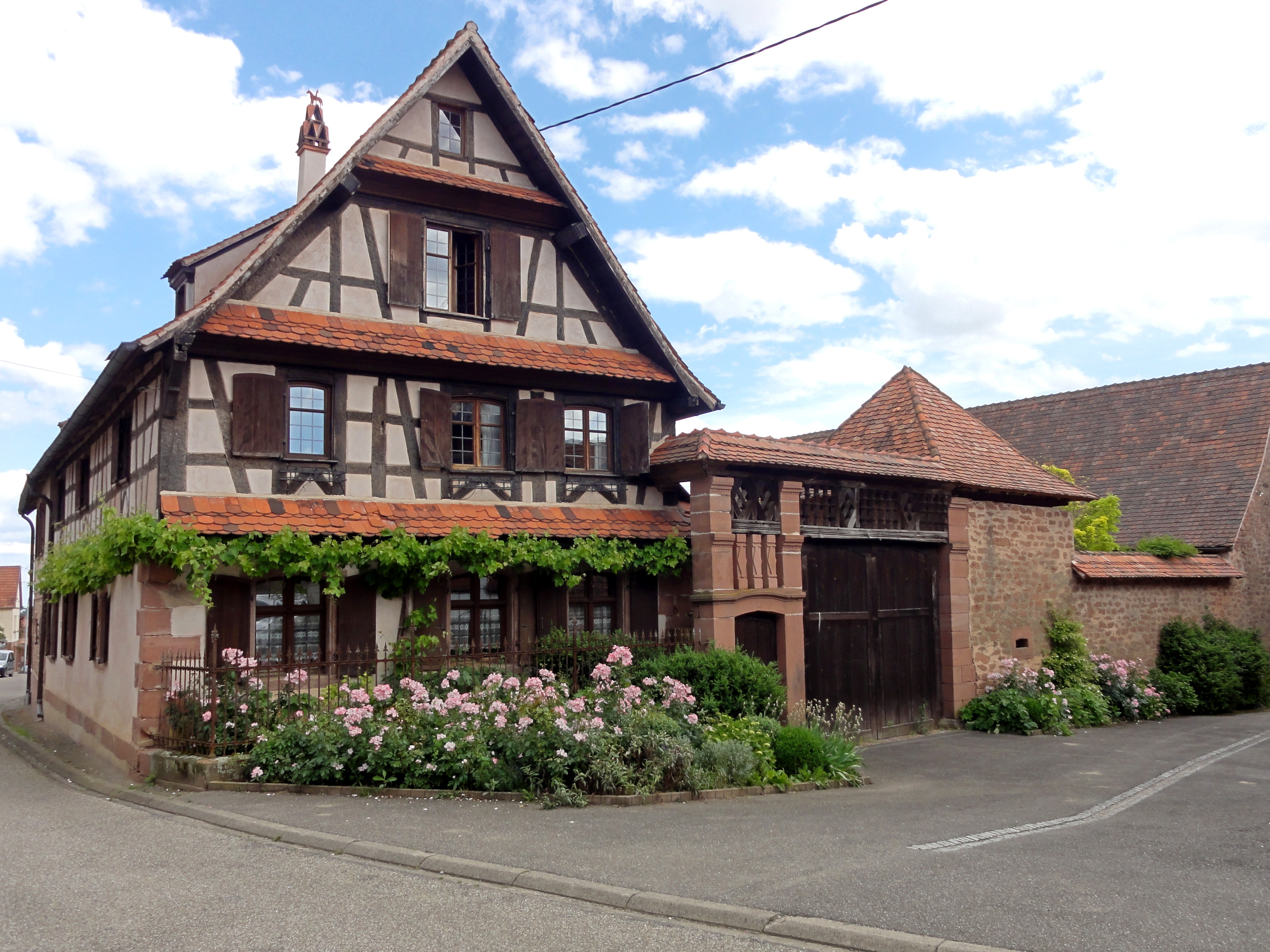
Ferme (XIXe), 22 rue Principale.
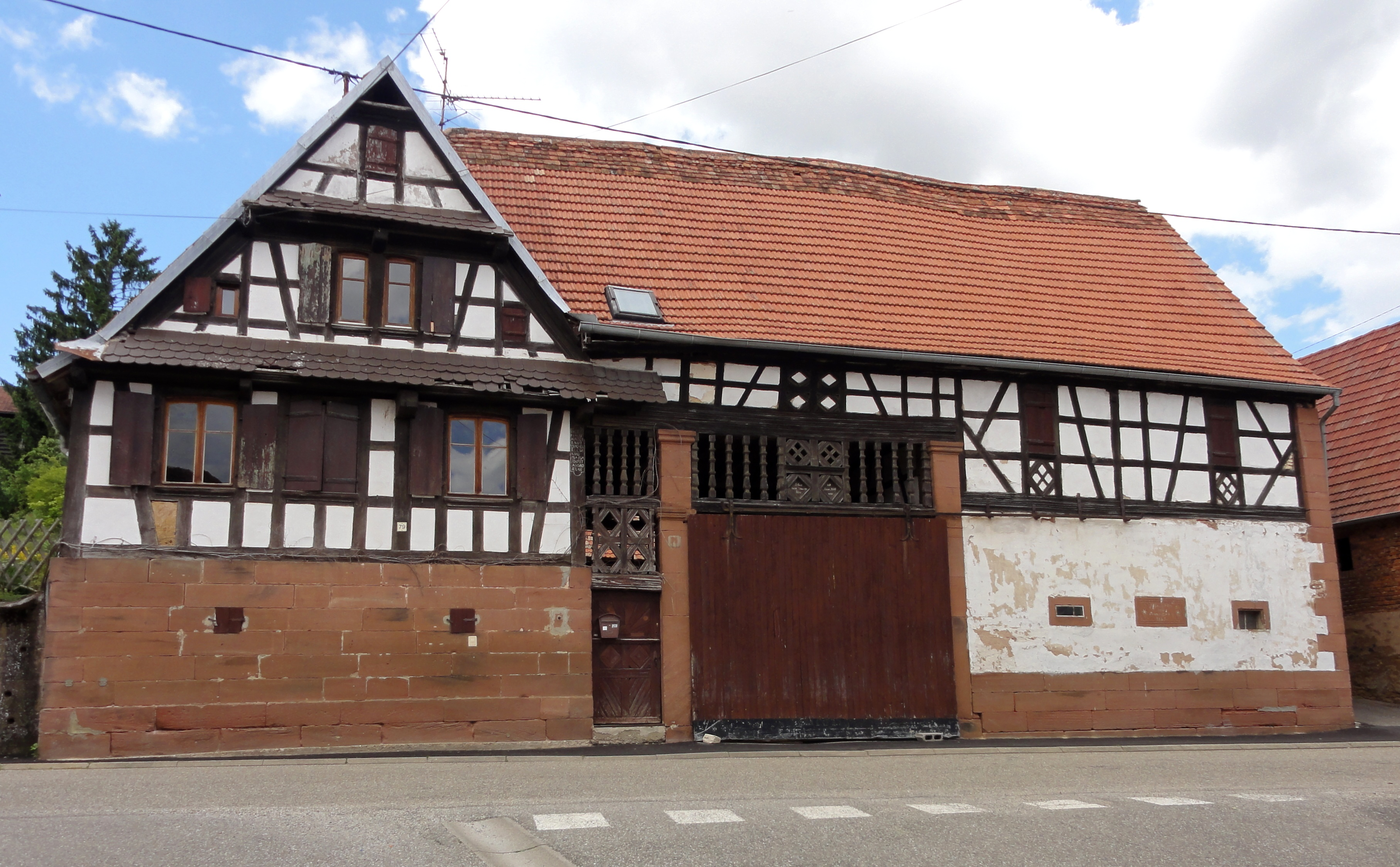
Ferme (1841), 79 rue Principale.

### Personnalités liées à la commune
- Gug Rémy, facteur de clavecin très renommé, a résidé à Schalkendorf de 1983 à 1995[50],[51].

### Héraldique
| Blason de Schalkendorf | Blason  | Parti : au premier d'argent au lion de sable, à la bordure de gueules, au second de gueules aux trois croisettes d'argent. |
| Blason de Schalkendorf | Détails | |